# Govind Nihalani
Govind Nihalani (ur. 19 sierpnia 1940 w Karaczi) – indyjski operator, scenarzysta, producent i reżyser filmowy. Jego rodzina wyemigrowała z Pakistanu do Indii podczas podziału Indii. Zaczął jako operator (ukończył studia na Shree Jaya Chamrajendra w Bangalore w 1962). Kojarzony z początku z wczesnymi filmami Shyama Benegala i zdjęciami do nagrodzonego Oscarami filmu Gandhi Richarda Attenborough. 5 nagród, 2 nominacje – za zdjęcia do Junoon i Vijeta, za reżyserię Aakrosh, Ardh Satya i Aghaat, a także za dialogi w filmie Dev (z Omem Puri i Amitabhem Bachchanem).

## Filmografia

### Reżyser
1. Dev (2004) (także dialogi, operator i producent)
2. Deham (2001) (także scenariusz, operator i producent)
3. Thakshak (1999) (także scenariusz, operator i producent)
4. Hazaar Chaurasi Ki Maa (1998) (też scenariusz, operator i producent)
5. Sanshodhan (1996)
6. Droh Kaal (1994) (też scenariusz, operator i producent)
7. Karm Yodha (1992)
8. Jazeere (1991) (TV) (też scenariusz i operator)
9. Pita (1991) (też scenariusz i operator)
10. Rukmavati Ki Haveli (1991) (też scenariusz i operator)
11. Drishti (1990/I) (też scenariusz, operator i producent)
12. "Tamas" (1986) miniserial, operator i producent
13. Aghaat (1985) – też operator
14. Party (1984)
15. Ardh Satya (1983)
16. Vijeta (1982) – i operator
17. Aakrosh (1980) – i operator

### Scenarzysta
1. Kuruthipunal (1996)
2. Rukmavati Ki Haveli (1991)

### Operator
1. Ardh Satya (1983)
2. Arohan (1982)
3. Kalyug
4. Anugraham (1978)
5. Junoon (1978)
6. Kondura (1978)
7. Bhumika: The Role (1977)
8. Manthan (1976)
9. Nishaant (1975)
10. Ankur (1974)
11. Kaadu (1973/I)